# Линь Юэ
Линь Юэ́ (кит. упр. 林跃, пиньинь Lín Yuè, род. 24 июля 1991, Чаочжоу, Гуандун) — китайский прыгун в воду, олимпийский чемпион, трёхкратный чемпион мира, двукратный чемпион Азиатских игр.
Линь Юэ начал тренироваться в прыжках в воду ещё в детстве, в спортшколе, под руководством тренера Ли Хуаньсэня. Затем он в течение пяти лет учился в Гуандунской провинциальной спортшколе «Вэйлунь» под руководством тренера Цао Кэ. В 2004 году Линь Юэ вошёл в пекинскую сборную по прыжкам в воду. В настоящее время его тренер — Чжун Шаочжэнь.